# Microcreagris ezoensis
Microcreagris ezoensis är en spindeldjursart som beskrevs av Kuniyasu Morikawa 1972. Microcreagris ezoensis ingår i släktet Microcreagris och familjen helplåtklokrypare. Inga underarter finns listade i Catalogue of Life.